# Бой при Кастельнуово-Бормида
Бой при Кастельнуово-Бормида (ит. Castelnuovo Bormida) — арьергардный бой во время Войны за испанское наследство, который произошёл 11 января 1704 года в северной Италии в ходе марш-маневра имперской армии фельдцейхмейстера фон Штаремберга.

## Предыстория
Герцогу Савойскому Виктору Амадею II, перешедшему на сторону союзников, осенью 1703 года угрожала всё увеличивавшаяся французская армия, поэтому он настойчиво просил фельдцейхмейстера фон Штаремберга, командовавшего австрийскими войсками в северной Италии, прийти ему на помощь. В последней декаде октября Штаремберг отправил в Пьемонт генерал-майора Ганнибала маркиза Висконти во главе кавалерийского отряда (1230 всадников) для усиления савойской армии, но тот был заблокирован французами на своём пути и с трудом пробился с остатками отряда. 16 ноября на военном совете в Ревере было принять решение двинуться в сторону Пьемонта, но только 25 декабря вся австрийская армия отправилась вдоль южного берега По на запад. Местом соединения обеих армий была назначена Ницца-делла-Палия (сейчас Ницца-Монферрато). По пути имперской армии пришлось выдержать несколько боёв с пытавшимися заблокировать её движение частями французской армии маршала Вандома, пока она не подошла к Бормиде — последней преграде перед Ницца-делла-Палия.
Рано утром 11 января 1704 года армия Штаремберга начала переправу через Бормиду; кавалерия и артиллерия переходили реку вброд, а пехота использовала импровизированный мост. Едва первые части пехотного батальона начали переходить реку, как мост обрушился, сбросив 40 человек в бушующую воду. На восстановление моста через реку потребовалось четыре дорогостоящих часа, но тем не менее к 14.00 большая часть полков вместе с большой частью обоза и 12 артиллерийскими орудиями переправилась через Бормиду.

## Ход боя
В это время маршал Вандом, командующий французской армией в Италии, задержанный переправой через реку Орбу, поспешно двинулся к Кастельнуово со своей кавалерией и 1500 гренадерами. Когда в 14:00 он наконец прибыл к посёлку, то обнаружил, что имперская армия развернута в боевом порядке на противоположном берегу Бормиды, а на правом берегу находится арьергард из 6 батальонов, 1000 кавалеристов и 8 артиллерийских орудий под командованием генерал-майора графа Солари для прикрытия брода для проезда около 200 подвод. Вандом направил своих гренадеров по дороге, затопленной таявшим снегом, в сторону Кастельнуово.
Солари расположил 4 батальона за стенами посёлка и в садах, окружённых заборами, а 2 батальона заняли Рокка-ди-Кастельнуово, чтобы прикрыть мост. Подход французских гренадеров к Кастельнуово вначале был задержан огнем 8 орудий, а затем огнем австрийской пехоты. Имперская кавалерия, прикрывавшая брод, не вступила в бой с атаковавшей французской конницей и поспешно отступила за реку, бросив повозки. У моста продвижение французов снова остановилось из-за огня 2-х батальонов, находившихся в резерве. В ходе разгоревшейся схватки был убит граф Солари. Поддержка 12 орудий, расположенных на позиции на левом берегу Бормиды позволила не только отбросить французов, но и дать возможность двум последним батальонам переправиться через реку и сломать позади себя мост.

## Результаты
В этом бою австрийцы потеряли около 900 человек и семь знамён. Французы отчитались о потере 40 офицеров и 150 гренадеров и драгунов (по австрийским данным — 300 убитых и 1200 раненых, пленных и пропавших без вести). Обе армии провели ночь по обе стороны Бормиды, а на следующий день Штаремберг продолжил свой марш-маневр, и 14 января его армия (около 12 000 человек, не считая больных и раненых) соединилась с савойской армией у Ницца-делла-Палия.